# Cassida hainanensis
Cassida hainanensis is een keversoort uit de familie bladkevers (Chrysomelidae). De wetenschappelijke naam van de soort werd in 2002 gepubliceerd door Yu in Huang, Yin, Zeng, Lin & Gu.